# Pietro Mennea
Pietro Paolo Mennea (28. června 1952, Barletta – 21. března 2013, Řím) byl italský atlet, jehož specializací byly sprinty na 100 a 200 metrů.

## Kariéra
Jeho největším úspěchem bylo vytvoření světového rekordu v běhu na 200 metrů ve vyšší nadmořské výšce v Ciudad de México v roce 1979. Světový rekord s hodnotou 19,72 s vydržel v rekordních tabulkách celých 16 let, než ho v roce 1996 překonal Michael Johnson. K červnu roku 2015 běželo rychleji pouze 9 atletů v historii. I po několika desítkách let zůstává tento výkon evropským rekordem a je nejstarším rekordem starého kontinentu v olympijských disciplínách. Po tři roky držel také rekord, zaběhnutý v nížině (19,96 s). Kromě toho byl držitelem nejrychlejšího času na neoficiální trati 150 metrů (ručně 14,8 s), ten překonal po 26 letech až Usain Bolt v květnu 2009.
Pětkrát reprezentoval na letních olympijských hrách (Mnichov 1972, Montreal 1976, Moskva 1980, Los Angeles 1984, Soul 1988). Největší úspěch zaznamenal v roce 1980 na olympiádě v Moskvě, kde vybojoval v čase 20,19 s zlatou medaili v běhu na 200 metrů a bronz ve štafetě na 4×400 metrů. Již na olympiádě v Mnichově vybojoval bronz.
Mezi jeho úspěchy patří také čtyři zlaté a jedna bronzová medaile, které získal ve sprintech na světových letních univerziádách (1973, 1975, 1979). Po ukončení kariéry byl také několik let činný v politice (1999–2004). Byl poslancem Evropského parlamentu za italskou stranu Demokratů (I Democratici), kterou založil Romano Prodi.
Zemřel po dlouhé nevyléčitelné nemoci ve věku 60 let.

## Osobní rekordy
- 100 m 10,01 s
- 150 m 14,8 s (ruční měření, 1983)
- 200 m 19,72 s (1979) - Současný evropský rekord